# Орган чувств
Органы чувств — специализированная анатомо-физиологическая система, обеспечивающая, благодаря своим рецепторам, получение и первичный анализ информации из окружающего мира и от других     органов самого организма, то есть из внешней среды и  из внутренней среды организма.
Органы чувств воспринимают раздражения на расстоянии (органы зрения, слуха, обоняния); другие органы (вкусовые и осязания) — лишь при непосредственном контакте.
Одни органы чувств могут в определённой степени дополнять другие. Например, развитое обоняние или осязание может в некоторой степени компенсировать слабо развитое зрение (глаза), обоняние (нос).

## Органы чувств у человека
Информация, получаемая головным мозгом человека от органов чувств, формирует восприятие человеком окружающего мира и самого себя.
Человек получает информацию посредством пяти основных органов чувств:
1. Глаза (зрение).
2. Уши (слух).
3. Язык (вкус).
4. Нос (обоняние).
5. Кожа (осязание).

Также иногда к этому списку добавляют ещё один орган чувств.   
1. Вестибулярный аппарат (равновесие).

Информация о раздражителях, воздействующих на рецепторы органов чувств человека, передаётся в центральную нервную систему. Она анализирует поступающую информацию и идентифицирует её (возникают ощущения). Затем вырабатывается ответный сигнал, который передается по нервам в соответствующие органы организма.
Видов внешних ощущений — 6 (моторика не имеет отдельного органа чувств, но ощущения вызывает). Человек может испытывать 6 видов внешних ощущений: зрительные, слуховые, обонятельные, тактильные (осязательные), вкусовые и кинестетические ощущения.
Проводящие пути от органов чувств у человека — вестибулярный, слуховой, зрительный, обонятельный, осязательный и вкусовой пути центральной нервной системы.

## Органы чувств у животных
Реакция на внешние воздействия (света, температуры, химических веществ и других раздражителей) у низших организмов обусловлена обычно не специальными органами, а общим свойством живого вещества — раздражимостью.
У высших организмов информацию воспринимают и передают специализированные органы чувств, приспособленные к восприятию сигналов определённой природы.
В процессе эволюции у животных сформировались органы чувств, специфические для их образа жизни, такие как электрорецепция, ощущение давления, терморецепция, магниторецепция.